# بيت الشومي (كحلان عفار)

تعديل مصدري - تعديل

بيت الشومي هي إحدى قرى عزلة عفار بمديرية كحلان عفار التابعة لمحافظة حجة، بلغ تعداد سكانها 104 نسمة حسب تعداد اليمن لعام 2004.